# 330 West 42nd Street
330 West 42nd Street of het  McGraw Hill Building is een gebouw aan 42nd Street in het New Yorkse stadsdeel Manhattan. Het gebouw telt 33 verdiepingen en is 148 m hoog. De bouw was klaar in 1931.
Marvel Comics is hier gevestigd.
Het gebouw is sinds 1989 een National Historic Landmark.